# Polowanie na miecze
Polowanie na miecze (jap. 刀狩 katanagari) – akcje rozbrajania ludności przez władców Japonii. Poprzez „polowanie na miecze” starał on sobie zapewnić pozycję hegemona. Kazał swoim żołnierzom przeczesywać cały kraj i konfiskować broń wrogów nowego reżimu. W ten sposób nowy władca chciał mieć pewność, iż żaden z jego przeciwników nie obejmie władzy siłą. Najbardziej znane polowanie miało miejsce w 1588 i zostało przeprowadzone przez Hideyoshiego Toyotomi.

## Okres Sengoku

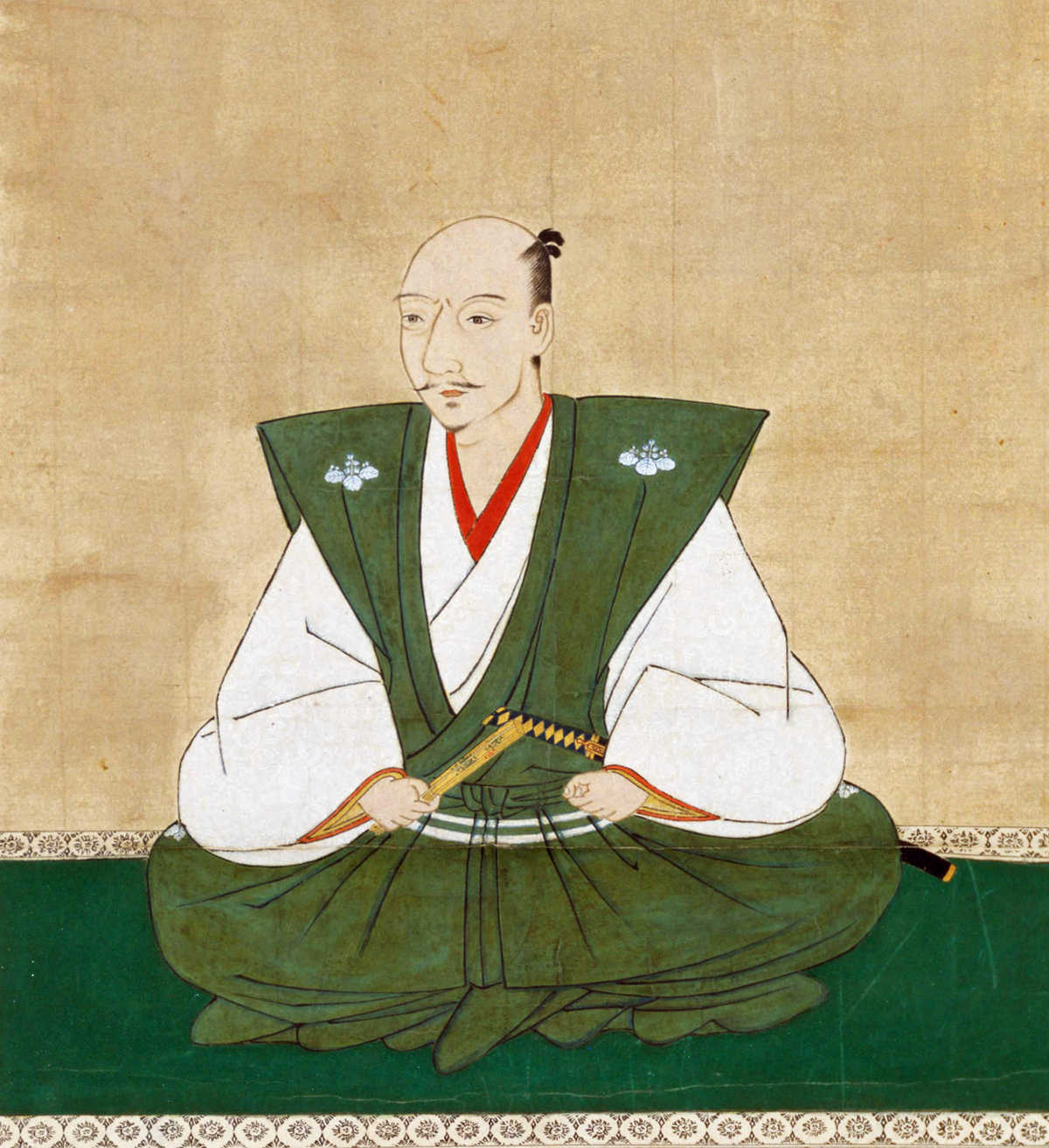
Wizerunek przedstawiający Nobunagę Odę

Przed pierwszą akcją odbierania mieczy przeprowadzoną przez Nobunagę Odę pod koniec XVI wieku, wszystkie stany społeczne mogły posiadać broń do obrony lub po prostu dla ozdoby. Nobunaga prowadząc kampanie przeciwko uzbrojonym klasztorom buddyjskim oraz powstaniom chłopskim zdecydował się ograniczyć to prawo do stanu samurajskiego i zarządził konfiskatę mieczy i innego uzbrojenia. Akcję wymierzono w Ikkō-ikki, tj. oddziały buddyjskich mnichów, chłopów, szintoistycznych kapłanów. W 1588 następca Nobunagi Ody – Hideyoshi Toyotomi, rozpoczął nowe polowanie na miecze. Podobnie jak Nobunaga, dążył do umocnienia podziałów w strukturze klasowej Japonii, odmawiając pospólstwu prawa do posiadania broni. Ponadto akcja zarządzona przez Toyotomiego, podobnie jak w przypadku Nobunagi, miała na celu powstrzymanie powstań chłopskich. Polowanie to mogło być zainspirowane powstaniem chłopskim w Higo, które miało miejsce rok wcześniej, ale służyło także do rozbrojenia sōhei z gór Kōya-san i Tōnomine. Toyotomi twierdził, że skonfiskowana broń zostanie stopiona i użyta do stworzenia gigantycznego wizerunku Buddy dla klasztoru Asuka-dera w Nara. W 1590 wydał edykt, na podstawie którego przeprowadzono spis ludności i nakazano wypędzić z wiosek wszystkich przybyszów, którzy pojawili się po tym roku. Głównym celem tego zarządzenia było sprawdzenie zagrożenia stwarzanego przez rōninów, czyli bezpańskich samurajów wędrownych, którzy mieli skłonności nie tylko do zbrodni i przemocy samej w sobie, ale także do łączenia się w grupy w celu przeciwdziałania skutkom dekretów Toyotomiego.

## Okres Meiji

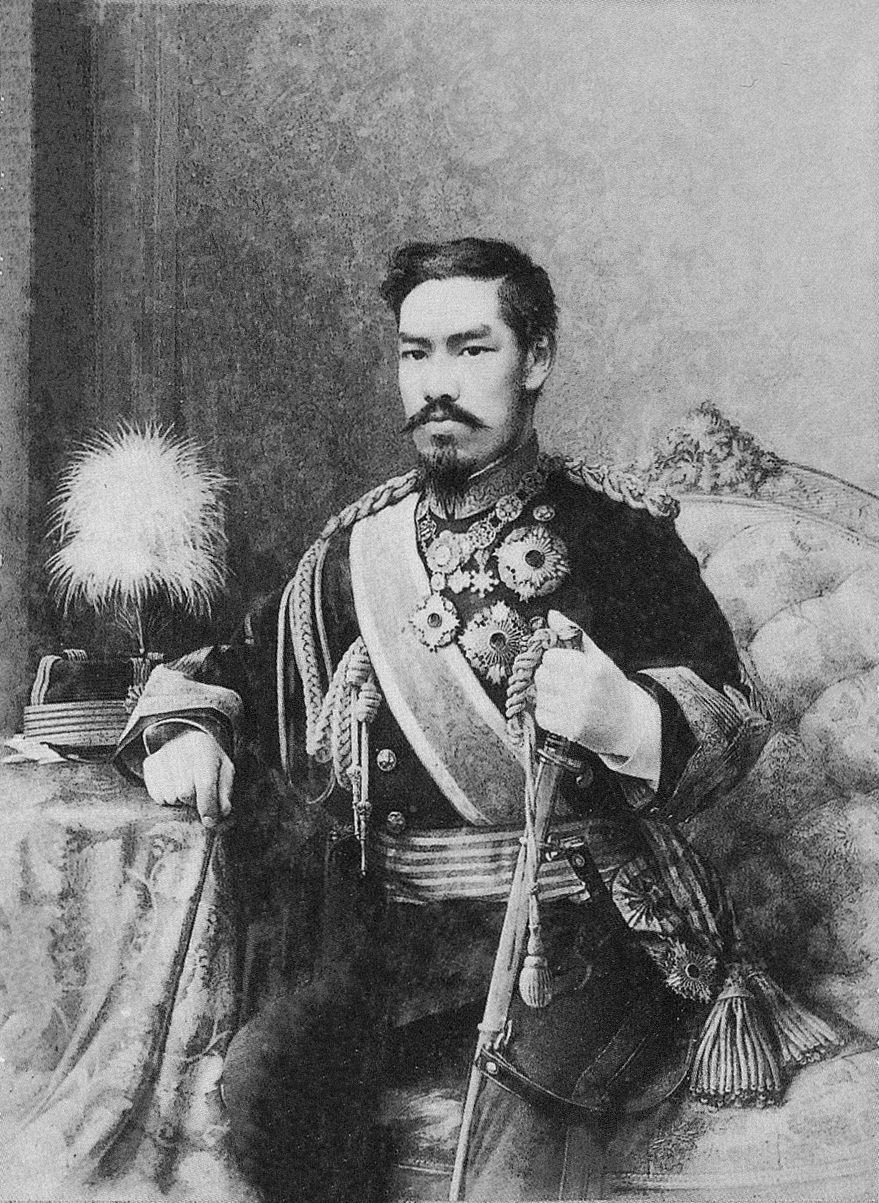
Wizerunek cesarza Mutsuhito, za panowania którego dokonała się unowocześniająca Japonię Restauracja Meiji.

Zakończenie epoki Edo i początek następnego okresu, czyli Meiji w latach 60. XIX wieku było początkiem poważnej modernizacji. W 1871 przeprowadzono szeroko zakrojone reformy, znosząc system han, a tym samym likwidując feudalizm i system stanowy. W 1876 także samurajom zabroniono noszenia mieczy. To nowe „polowanie na miecze” zostało przeprowadzone z odmiennych powodów i z pewnością przy użyciu innych metod niż te sprzed kilku wieków. Paradoksalnie XIX-wieczne polowanie na miecze położyło kres systemowi klasowemu, podczas gdy XVI-wieczne miały na celu pogłębienie różnic między pospólstwem a samurajami. Ostateczny wynik tego polowania był taki sam jak poprzednie; broń znalazła się w rękach rządzących i była niedostępna dla potencjalnych buntowników.

## Współczesność
We współczesnej Japonii obowiązuje ustawa o mieczach i broniach palnych, która, podobnie jak przepisy dotyczące kontroli broni na całym świecie, reguluje posiadanie i używanie broni w miejscach publicznych. Zakup i posiadanie niektórych mieczy w Japonii jest legalne, jeśli są one właściwie zarejestrowane, chociaż ich import i eksport jest ściśle kontrolowany, szczególnie w przypadku przedmiotów, które mogą być oznaczone jako artefakty narodowe lub kulturowe. Miecze, które nie są produkowane przez licencjonowanych kowali są zabronione. Japońskie miecze wojskowe są legalne w Japonii, jeśli zostały wykonane przy użyciu tradycyjnych materiałów i metod.